# HLC Bulldogs Brno
HLC Bulldogs Brno (celým názvem: Hokejový líšeňský club Bulldogs Brno) je český klub ledního hokeje, který sídlí v Brně v Jihomoravském kraji. Založen byl v roce 1993 pod názvem HC Líšeň. Svůj současný název nese od roku 1994. Klub od roku 2007 krátce spolupracoval s týmem HC Kometa Úvoz. V sezóně 2013/14 působili muži v krajské soutěži Vysočiny. V letech 2014–2018 působil mužský tým v Blanenském okresním přeboru, páté nejvyšší soutěži ledního hokeje v České republice. Klubové barvy jsou modrá a bílá.
V klubu působí i oddíl ženského ledního hokeje, který v letech 2000–2017 působil v nejvyšší soutěži. Založen byl v roce 2000 po přechodu bývalého ženského družstva do organizace Bulldogs Brno. Od sezóny 2017/18 působí v 1. lize – sk. B, druhé české nejvyšší soutěži ženského ledního hokeje.
Mužský oddíl své domácí zápasy odehrává v Boskovicích na tamějším zimním stadion s kapacitou 500 diváků. Ženský oddíl své domácí zápasy odehrává v Rosicích na tamějším zimním stadion.

## Historické názvy
Zdroj:
- 1993 – HC Líšeň (Hockey Club Líšeň)
- 1994 – HLC Bulldogs Brno (Hokejový líšeňský club Bulldogs Brno)

## Přehled ligové účasti

### Umístění mužů
Stručný přehled
Zdroj:
- 2003–2004: Jihomoravský krajský přebor (4. ligová úroveň v České republice)
- 2004–2006: Krajský přebor Jižní Moravy a Zlína (4. ligová úroveň v České republice)
- 2007–2008: Jihomoravská a Zlínská krajská liga (4. ligová úroveň v České republice)
- 2010–2011: Žďárský okresní přebor – sk. B (5. ligová úroveň v České republice)
- 2011–2013: Žďárský okresní přebor (5. ligová úroveň v České republice)
- 2013–2014: Krajská soutěž Vysočiny (5. ligová úroveň v České republice)
- 2014–2018: Blanenský okresní přebor (5. ligová úroveň v České republice)

Jednotlivé ročníky
Zdroj:
Legenda: ZČ - základní část, JMK - Jihomoravský kraj, červené podbarvení - sestup, zelené podbarvení - postup, fialové podbarvení - reorganizace, změna skupiny či soutěže
| Česko (2003 – 2018) |                                     |           |           |                                       |                      |
| Sezóny              | Soutěž                              | Úroveň    | ZČ        | Play-off, nadstavba, sk. o udržení... | Poznámky             |
| 2003/04             | Jihomoravský krajský přebor         | 4. úroveň | 7. místo  | Čtvrtfinále                           | Reorganizace         |
| 2004/05             | Krajský přebor Jižní Moravy a Zlína | 4. úroveň | 9. místo  | Skupina o umístění (9. místo)         |                      |
| 2005/06             | Krajský přebor Jižní Moravy a Zlína | 4. úroveň | 12. místo | Čtvrtfinále JMK                       |                      |
| 2006/07             | Krajský přebor Jižní Moravy a Zlína | 4. úroveň | 9. místo  | Čtvrtfinále JMK                       | Změna názvu soutěže  |
| 2007/08             | Jihomoravská a Zlínská krajská liga | 4. úroveň | 12. místo | Čtvrtfinále JMK                       | Odhlášení ze soutěže |
| ...                 |                                     |           |           |                                       |                      |
| 2010/11             | Žďárský okresní přebor – sk. B      | 5. úroveň | 4. místo  |                                       | Reorganizace         |
| 2011/12             | Žďárský okresní přebor              | 5. úroveň | 4. místo  |                                       |                      |
| 2012/13             | Žďárský okresní přebor              | 5. úroveň | 5. místo  |                                       | Změna soutěže        |
| 2013/14             | Krajská soutěž Vysočiny             | 5. úroveň | 9. místo  |                                       | Změna soutěže        |
| 2014/15             | Blanenský okresní přebor            | 5. úroveň | 2. místo  |                                       |                      |
| 2015/16             | Blanenský okresní přebor            | 5. úroveň | 2. místo  |                                       |                      |
| 2016/17             | Blanenský okresní přebor            | 5. úroveň | 2. místo  |                                       |                      |
| 2017/18             | Blanenský okresní přebor            | 5. úroveň | 7. místo  |                                       | Odhlášení ze soutěže |

### Umístění žen
Stručný přehled
Zdroj:
- 2000–2011: 1. liga (1. ligová úroveň v České republice)
- 2011–2012: 1. liga – sk. C (1. ligová úroveň v České republice)
- 2012–2017: 1. liga - divize B (1. ligová úroveň v České republice)
- 2017– : 1. liga – sk. B (2. ligová úroveň v České republice)

Jednotlivé ročníky
Zdroj:
Legenda: ZČ - základní část, červené podbarvení - sestup, zelené podbarvení - postup, fialové podbarvení - reorganizace, změna skupiny či soutěže
| Česko (2000 – ) |                    |           |          |                                       |              |
| Sezóny          | Soutěž             | Úroveň    | ZČ       | Play-off, nadstavba, sk. o udržení... | Poznámky     |
| 2000/01         | 1. liga            | 1. úroveň | ?. místo |                                       |              |
| 2001/02         | 1. liga            | 1. úroveň | ?. místo |                                       |              |
| 2002/03         | 1. liga            | 1. úroveň | ?. místo |                                       |              |
| 2003/04         | 1. liga            | 1. úroveň | ?. místo |                                       |              |
| 2004/05         | 1. liga            | 1. úroveň | ?. místo |                                       |              |
| 2005/06         | 1. liga            | 1. úroveň | ?. místo | Zápas o 3. místo (výhra)              |              |
| 2006/07         | 1. liga            | 1. úroveň | ?. místo |                                       |              |
| 2007/08         | 1. liga            | 1. úroveň | ?. místo |                                       |              |
| 2008/09         | 1. liga            | 1. úroveň | ?. místo |                                       |              |
| 2009/10         | 1. liga            | 1. úroveň | ?. místo |                                       |              |
| 2010/11         | 1. liga            | 1. úroveň | ?. místo |                                       | Reorganizace |
| 2011/12         | 1. liga – sk. C    | 1. úroveň | 6. místo | Nadstavba G (4. místo)                | Reorganizace |
| 2012/13         | 1. liga - divize B | 1. úroveň | 5. místo |                                       |              |
| 2013/14         | 1. liga - divize B | 1. úroveň | 5. místo |                                       |              |
| 2014/15         | 1. liga - divize B | 1. úroveň | 6. místo |                                       |              |
| 2015/16         | 1. liga - divize B | 1. úroveň | 5. místo |                                       |              |
| 2016/17         | 1. liga - divize B | 1. úroveň | 5. místo |                                       | Reorganizace |
| 2017/18         | 1. liga – sk. B    | 2. úroveň | 5. místo |                                       |              |
| 2018/19         | 1. liga – sk. B    | 2. úroveň | 6. místo |                                       |              |
| 2019/20         | 1. liga – sk. B    | 2. úroveň |          |                                       |              |